# ميتام صوديوم
ميتام الصوديوم هو مركب عضوي من الكبريت، والذي يُستخدم كمبيد للتربة ومبيد للآفات ومبيدات أعشاب ومبيد للفطريات. وهو أحد أكثر مبيدات الآفات استخدامًا في الولايات المتحدة، حيث استخدم حوالي 60 مليون رطل في عام 2001.
يمكن تحضير ميتام الصوديوم من ميثيل أمين وثاني كبريتيد الكربون وهيدروكسيد الصوديوم ؛ أو من ميثيل أيزوثيوسيانات وثيولات الصوديوم. عند التعرض للبيئة، يتحلل ميتام الصوديوم ليشكل ميثيل أيزوثيوسيانات. ميتام الصوديوم هو سبب موثق لمتلازمة الخلل الوظيفي في الشعب الهوائية التفاعلية.
في عام 1991، انسكبت سيارة صهريج بها 19000 جالون من ميتام الصوديوم في نهر ساكرامنتو فوق بحيرة شاستا. قَتَل هذا كل الأسماك على امتداد 41 ميلًا من النهر. تعافت أسماك سلمون قوس قزح بعد 20 عامًا من الحادث.